# Humua
Humua is een geslacht van spinnen uit de familie van de loopspinnen (Corinnidae).

## Soorten
- Humua takeuchii Ono, 1987